# Edeka
Die Edeka-Gruppe (Eigenschreibweise: EDEKA; ehemals Abkürzung für Einkaufsgenossenschaft der Kolonialwarenhändler im Halleschen Torbezirk zu Berlin) ist ein genossenschaftlich organisierter kooperativer Unternehmensverbund im deutschen Einzelhandel. Die Edeka-Zentrale hält jeweils Kapitalanteile in Höhe von 50 Prozent an sieben Regionalgesellschaften, die jeweils anderen 50 Prozent werden von einer oder mehreren regionalen Genossenschaften gehalten. Die Edeka-Zentrale kontrolliert zudem mehrheitlich den Discountfilialisten Netto Marken-Discount und betreibt mit Edeka Fruchtkontor eine eigene Beschaffungsorganisation vorrangig für Obst- und Gemüseimporte, eine Wein- und Sektkellerei sowie verschiedene Servicegesellschaften wie die Edekabank, die Edeka Verlagsgesellschaft oder die Edeka Versicherungsdienst Vermittlungsgesellschaft. Die Bezeichnung „Edeka“ für das Unternehmen wird feminin, die Bezeichnung „Edeka“ für einen Supermarkt maskulin verwendet.
Edeka belegt unter den umsatzstärksten Lebensmittelhändlern Europas Platz 6 (Stand: 2024).

## Geschichte

### Anfangszeit

Edeka-Logo um 1911

Die erste Edeka-Genossenschaft entstand 1898, als sich 21 Kaufleute aus dem Deutschen Reich im Halleschen Torbezirk in Berlin zur Einkaufsgenossenschaft der Kolonialwarenhändler im Halleschen Torbezirk zu Berlin – kurz E. d. K. – zusammenschlossen.
23 solcher Genossenschaften vereinigten sich am 21. Oktober 1907 im Hôtel de Pologne in Leipzig zum Verband deutscher kaufmännischer Genossenschaften und am 25. November 1907 wurde die Zentraleinkaufsgenossenschaft des Verbandes deutscher kaufmännischer Genossenschaften eGmbH gegründet, aus der später die Edeka Zentrale Stiftung & Co. KG wurde. Im Jahre 1911 wurde aus der Abkürzung E. d. K. der bis heute gültige Firmen- und Markenname Edeka gebildet. Vielfach wird auch immer wieder die Bezeichnung Einkaufsgenossenschaft Deutscher Einzelhandels Kaufleute Aktiengesellschaft kolportiert, hierfür gibt es jedoch keine stichhaltig beweisenden Quellen; sie scheint über den Zeitraum der Existenz des Unternehmens durch bloße Mundpropaganda entstanden zu sein. Edeka entwickelte im Laufe der Jahre eigene Produkte, die am Edeka-Siegel zu erkennen sind. Sie baute hierzu eigene Produktionsbetriebe auf. Ihre Mitglieder informierte die Genossenschaft in der Edeka-Handelsrundschau über Warenangebote und sonstige Meldungen.
1914 wurde die Edekabank AG in Berlin gegründet. 72 dem Verband angehörende Genossenschaften erwirtschafteten in jenem Jahr einen Umsatz von 10 Millionen Mark. Angeboten wurden Produkte aus tropischen Ländern (etwa Kaffee aus Brasilien) bzw. aus damaligen Kolonien wie Tee aus Kenia, Zucker aus Kuba, Reis aus Vietnam, Kakao von der Westküste Afrikas und Zigarren aus Indonesien.

### Weimarer Republik und Nationalsozialismus

Edeka-Logo von 1922

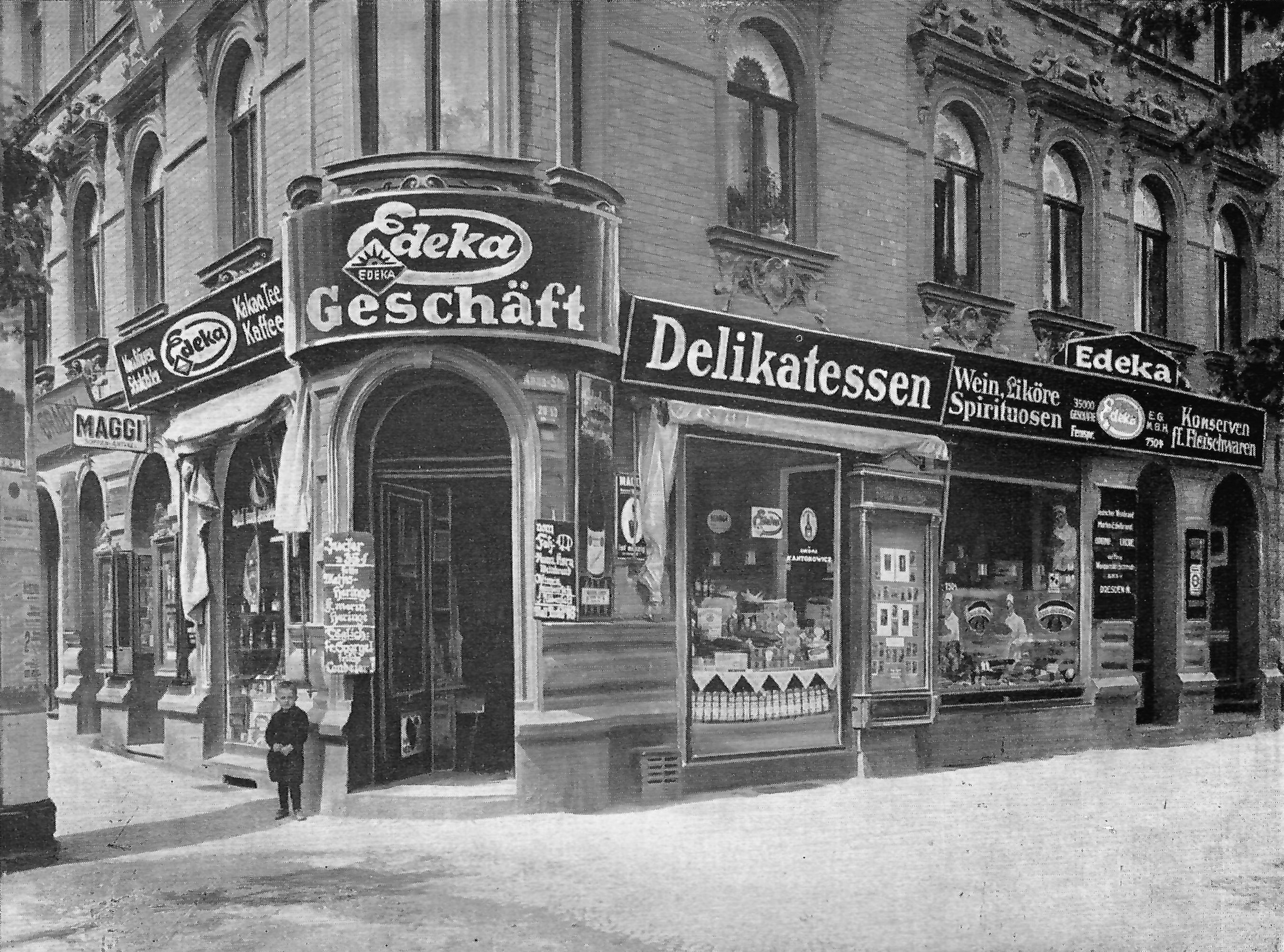
Ein Edeka-Geschäft in Magdeburg um 1927

Im Jahr 1921 wurde der Berliner EdK-Mitbegründer Fritz Borrmann Generaldirektor von Edeka. Er leitete neben dem genossenschaftlichen Verband auch die Zentrale, den Verlag und die Edeka-Bank. Borrmann war zugleich bei seinem Amtsantritt Generalsekretär der Wirtschaftspartei, für welche er 1924 und 1928 als gewählter Abgeordneter in den Reichstag kam. Im Jahr 1923 begann im Unternehmen die Zentralverrechnung.
Die Umsätze der inzwischen 430 Genossenschaften erreichten im Jahr 1931 die Summe von 267 Millionen Reichsmark. Die Stimmenverluste der Wirtschaftspartei im Jahr 1932 lösten einen Druck der Edeka-Genossen auf die Verbandsführung aus, sich mehr den Positionen der Nationalsozialisten zuzuwenden, doch die NSDAP honorierte das nicht.
Ab dem Jahr 1933 stand Edeka mit seinen Genossenschaften unter Druck. Die Edeka-Gruppe forderte ihre Mitglieder auf, den NS-„Kampfbünden für den gewerblichen Mittelstand“ beizutreten. Am 18. April 1933 erklärte sie freiwillig ihre Gleichschaltung mit der Folge, dass ein erster und ein zweiter Präsident, jeweils mit NSDAP-Parteibuch, den Generaldirektor kontrollierten. Borrmann wurde 1933 Parteimitglied. Ab 1936 wurde das Handeln des Unternehmens nach dem Führerprinzip reglementiert.
Das Geschäftsgebiet von Edeka wurde nach dem Anschluss des Saargebietes an das Deutsche Reich im Jahr 1935 sowie nach dem Anschluss Österreichs im Jahr 1938 auch auf deren Territorien ausgedehnt. Im Jahr 1937 schied Borrmann als Generaldirektor aus und Paul König übernahm (bis 1966) dessen Funktion. König war sowohl SA- als auch NSDAP-Mitglied sowie Fördermitglied der SS. Im Jahr 1939 wurden Umsätze von insgesamt 347 Millionen Reichsmark in den Büchern der 525 Genossenschaften verzeichnet. Edeka profitiere dabei durch die Judenverfolgung, da so unliebsame Konkurrenz verschwand.

### Nach dem Zweiten Weltkrieg

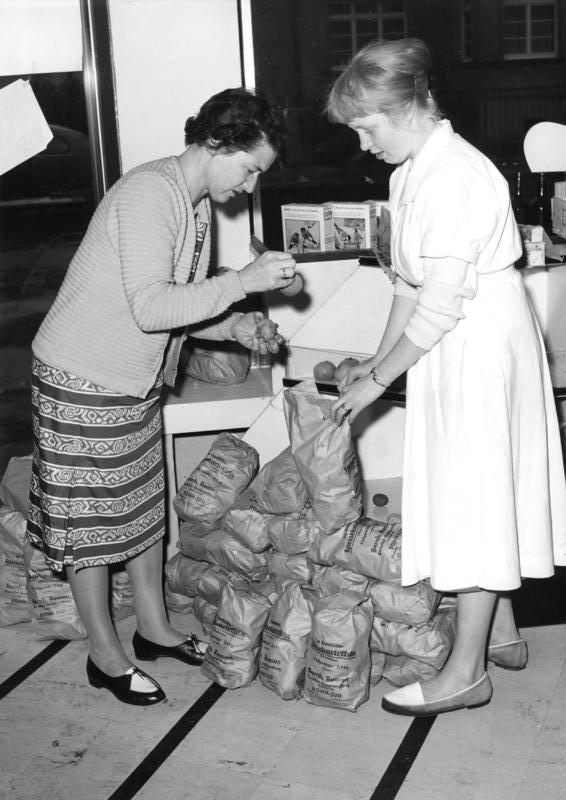
Kundin kauft in einem Edeka-Geschäft Kartoffeln in Tüten, 1957

Edeka-Logo von 1947

Nach dem Zweiten Weltkrieg wurde der Wiederaufbau von einer neuen Zentrale in Hamburg aus geleitet. 1951 erzielte das Unternehmen Umsätze von 629 Millionen DM, ein Jahr später bereits 727 Millionen DM. 1954 begann das Zeitalter der Selbstbedienung. 1955 bildete Edeka Fruchtkontore in Bochum, Hamburg, Frankfurt am Main und München. 1957 begann das Non-Food-Sortiment wichtig zu werden. 1963 wiesen 45.000 Geschäfte das Edeka-Zeichen auf, danach wurden die kleinen Geschäfte durch den Wandel und das Aufkommen der Discounter weniger.

Edeka-Logo von 1965 bis 1968

1965 wurde das bisherige Schleifen-Logo vom ersten Block-E abgelöst, das im Zuge der Neuausrichtung der Gruppe im Jahr 1972 zum heute aktuellen Logo weiterentwickelt wurde.
1972 gab sich die Edeka-Gruppe eine neue Struktur mit der Gründung von zwölf Regionalgesellschaften. Die Zentrale und die Bank wechselten die Rechtsform und wurden eine Aktiengesellschaft. 1977 erzielte Edeka einen Umsatz von 6,765 Mrd. DM.

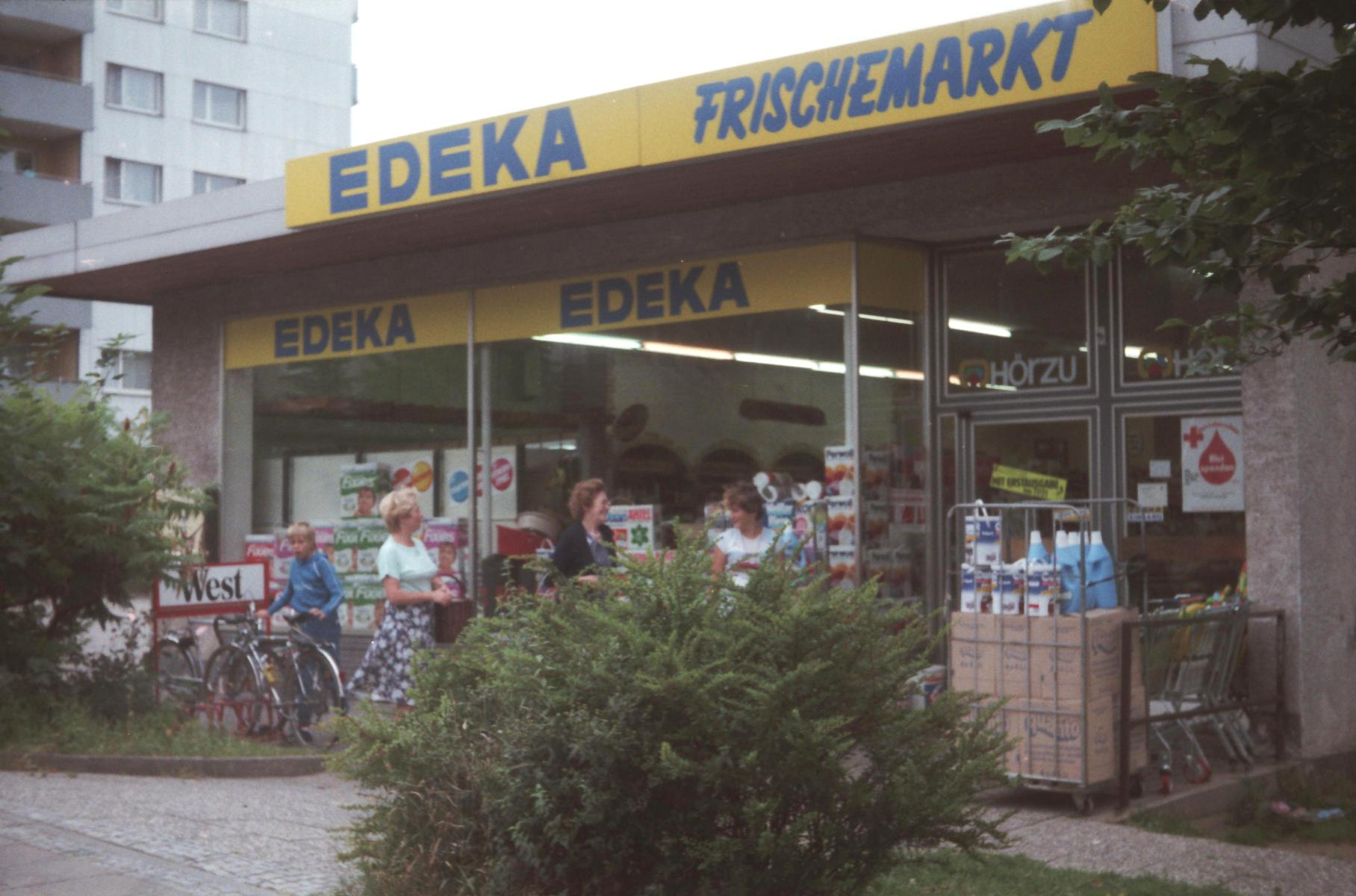
Edeka-Frischemarkt in Hallstadt (1985)

1982 begann die warenwirtschaftliche Zusammenarbeit mit der AVA AG. 1990 wurden etliche Konsum- und HO-Verkaufsstellen übernommen und Edeka kehrte ins einstige Mitteldeutschland, nun Ostdeutschland, zurück. 1991 beteiligte sich Edeka an der dänischen A/S Hoki in Horsens und gründete die CS Edeka in Tschechien.
1992 stieg Edeka mit knapp 33 % Anteil bei der AVA AG ein und erhöhte diesen 1993 auf knapp 50 %. In diesem Jahr beteiligte sich Edeka an der Gedelfi in Köln.
1997 begann die teilweise Zentralisierung des deutschen Einkaufs. 1998 wurden zahlreiche Märkte übernommen, u. a. von der AVA AG und der Metro-Gruppe und die circa 400 süddeutschen Nanz-Lebensmittelmärkte.

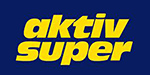
Logo der ehemaligen dänischen Vertriebslinie aktiv super

Ab 2000 kooperierte Edeka Danmark mit Rema 1000 A/S, einer Tochter der norwegischen Reitan-Gruppe. Weiter wurde die Beteiligung an der AVA AG erhöht.

### Nach dem Jahr 2000
Das Jahr 2001 brachte eine erneute Strukturreform. Die Zentrale wurde gestärkt und erhielt die Rechtsform Edeka Zentrale AG & Co. KG. Die Zahl der Regionalgesellschaften wurde von zwölf auf sieben reduziert. Die Beteiligung an der AVA AG wurde erhöht. Als Reaktion auf die wachsende Bedeutung der Discounter wurde die Edeka-Eigenmarke Gut & Günstig wieder aufgelegt. Von 2003 bis 2012 bestand eine Kooperation mit der Globus SB-Warenhaus Holding.
Von 2004 bis 31. Dezember 2011 kooperierte Edeka mit dem Handelshof C&C Großhandel.
2005 wurde die AVA AG endgültig in die Edeka-Gruppe eingegliedert und Edeka übernahm die deutschen Spar mit etwa 2.100 Einzelhändlern der diversen Spar-Vertriebslinien und einigen Verbrauchermärkten. Dabei wurde auch die ehemalige Spar-Tochter Netto Marken-Discount und eine Beteiligung von 25 % an der deutschen Tochter der NETTO-Handelskette erworben. Die Einkaufskooperation von Spar mit Netto wurde von Edeka fortgesetzt.
Seit 2005 ist Edeka in der Einkaufsallianz Alidis/Agenor mit der französischen Les-Mousquetaires-ITM-Entreprises-S.A.-Gruppe (dem Verkäufer der deutschen Spar und der Netto-Ketten, Hauptmarke Intermarché) und der spanischen Grupo Eroski (Centros Comerciales Ceco S.A.) verbunden.
Im November 2007 wurde die Übernahme einer Mehrheitsbeteiligung (70 %) am Lebensmitteldiscounter Plus von der Tengelmann-Gruppe bekanntgegeben. Auch eine Einkaufskooperation für die Kaisers- und Tengelmann-Supermärkte wurde vereinbart. Im gleichen Jahr startet Edeka das Kundenmagazin „Mit Liebe“, das sich zu Deutschlands größter Kochzeitschrift entwickelt hat.
Am 1. Juli 2008 gab das Bundeskartellamt nach intensiver Prüfung bekannt, dass Edeka den Discounter Plus übernehmen darf und somit größtenteils auf sein Netto Marken-Discount-Konzept umstellen kann. Damit verbunden waren jedoch verschiedene Auflagen: So musste Tengelmann zuvor 378 der insgesamt 2.900 Plus-Märkte mit einem Umsatz von rund 700 Millionen Euro verkaufen. Am neuen Gemeinschaftsunternehmen durfte sich Tengelmann nur mit 20 % statt der angestrebten 30 % beteiligen. Auch untersagte das Bundeskartellamt die geplante Zusammenarbeit von Tengelmann und Edeka im Wareneinkauf.
Edeka führte 2009 das Ranking der 30 größten Lebensmittelhändler Deutschlands, basierend auf Zahlen des Frankfurter Handelsforschungsinstituts TradeDimensions, mit einem Umsatz von 43,6 Mrd. Euro und einem Marktanteil von 19,8 % an. Im gleichen Jahr zog sich die Edeka aus Dänemark zurück.
Einer Übernahme von Kaiser’s Tengelmann durch Edeka verweigerte das Bundeskartellamt im März 2015 die Freigabe. Auch die Monopolkommission äußerte Bedenken und riet von einer Genehmigung des Vorhabens ab. Bundeswirtschaftsminister Sigmar Gabriel erteilte jedoch am 17. März 2016 hierfür eine Ministererlaubnis, verbunden mit Auflagen zur Sicherung von Arbeitsplätzen und Arbeitnehmerrechten. Daraufhin trat der Vorsitzende der Monopolkommission, Daniel Zimmer, aus Protest zurück. Die Edeka-Konkurrenten Rewe Group und Markant legten gegen Gabriels Entscheidung Beschwerde ein. Am 12. Juli 2016 untersagte das Oberlandesgericht Düsseldorf die Fusion bis zum Hauptverfahren. Zum Jahresende kam es zu einer außergerichtlichen Einigung, die eine Aufteilung Tengelmanns zwischen Edeka und Rewe beinhaltet und die Arbeitsplätze eine Zeit lang sichern soll. Zum 1. Januar 2017 übernahm Edeka die Kaiser’s-Tengelmann-Sparte vollständig vom Tengelmann-Konzern und reichte kurz danach einen Teil der Märkte an Rewe weiter.
Zum 15. Februar 2018 startete eine Kooperation mit der Telekom Deutschland und der Brandingmarke Edeka smart. Sie sollte dabei die bestehende Kooperation mit Vodafone und Edeka mobil ablösen.
Im Rahmen des Abverkaufs der Filialen des Lebensmitteleinzelhändlers real werden seit 2021 einige Märkte übernommen und auf Edeka center oder Marktkauf umgeflaggt.
Im Jahr 2023 wurden sämtliche Produkte von Mars Incorporated ausgelistet. Die Kaugummis werden künftig von der Delica AG geliefert.

## Bedeutung
Nach der Übernahme der deutschen Spar und der Netto Marken-Discount ist Edeka seit Anfang 2006 der größte deutsche Lebensmitteleinzelhändler. Der Marktanteil der Gruppe wuchs von 20 auf etwa 26 %. Unter Edeka und Spar sind rund 4500 selbständige Einzelhändler tätig, die über 6000 Geschäfte betreiben. Mit den Filialbetrieben zählen etwa 12.000 Geschäfte zur Edeka-Gruppe. Für das Jahr 2009 wird ein Gruppenumsatz von 42 Mrd. Euro ausgewiesen. Das Ergebnis vor Steuern und Zinsen (EBIT) lag bei 1,4 Mrd. Euro.

## Unternehmensstruktur

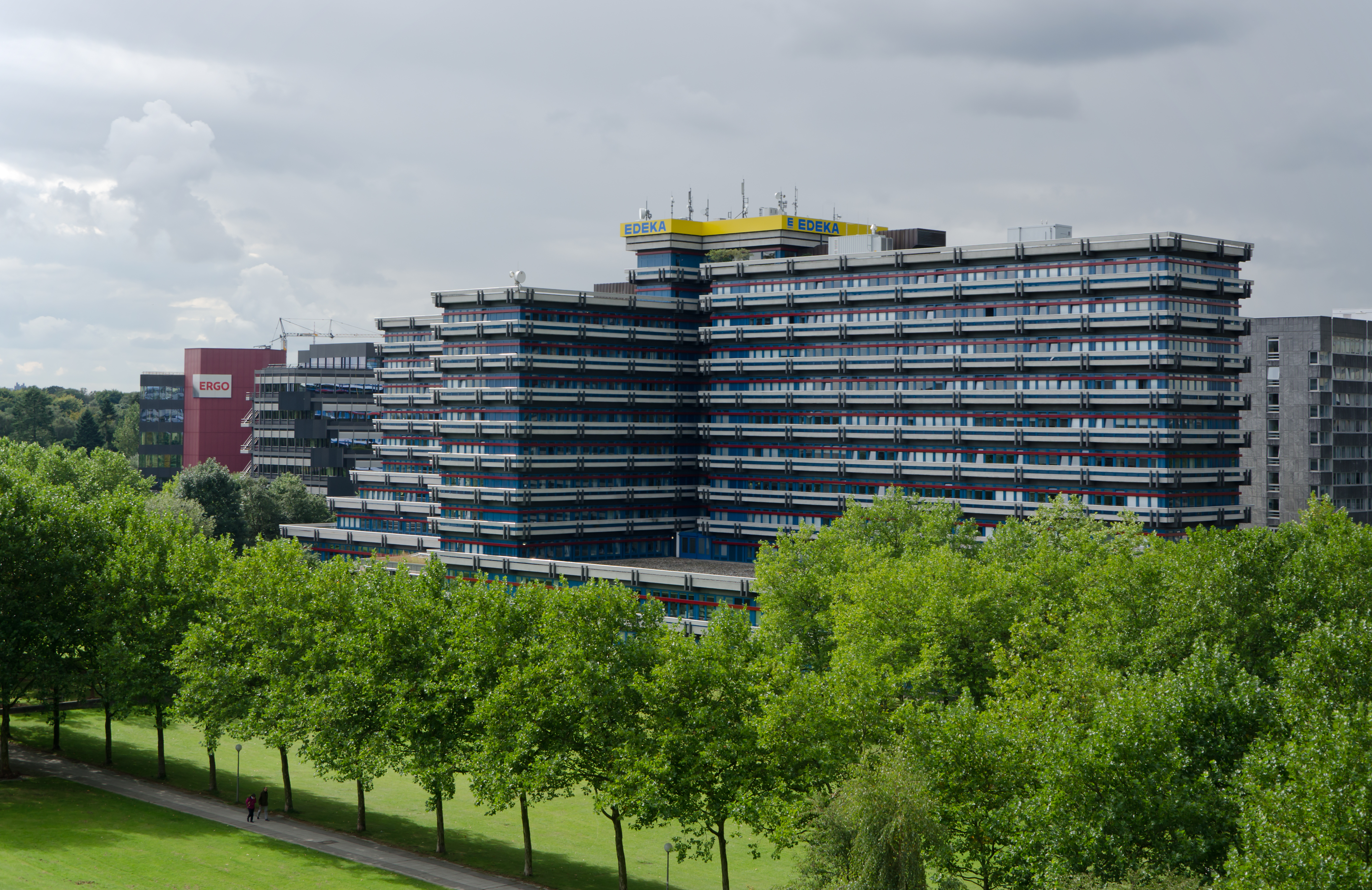
Edeka-Zentrale in Hamburg, City Nord

Edeka-Logistik-Zentrum an der Bundesautobahn 2 in Hamm

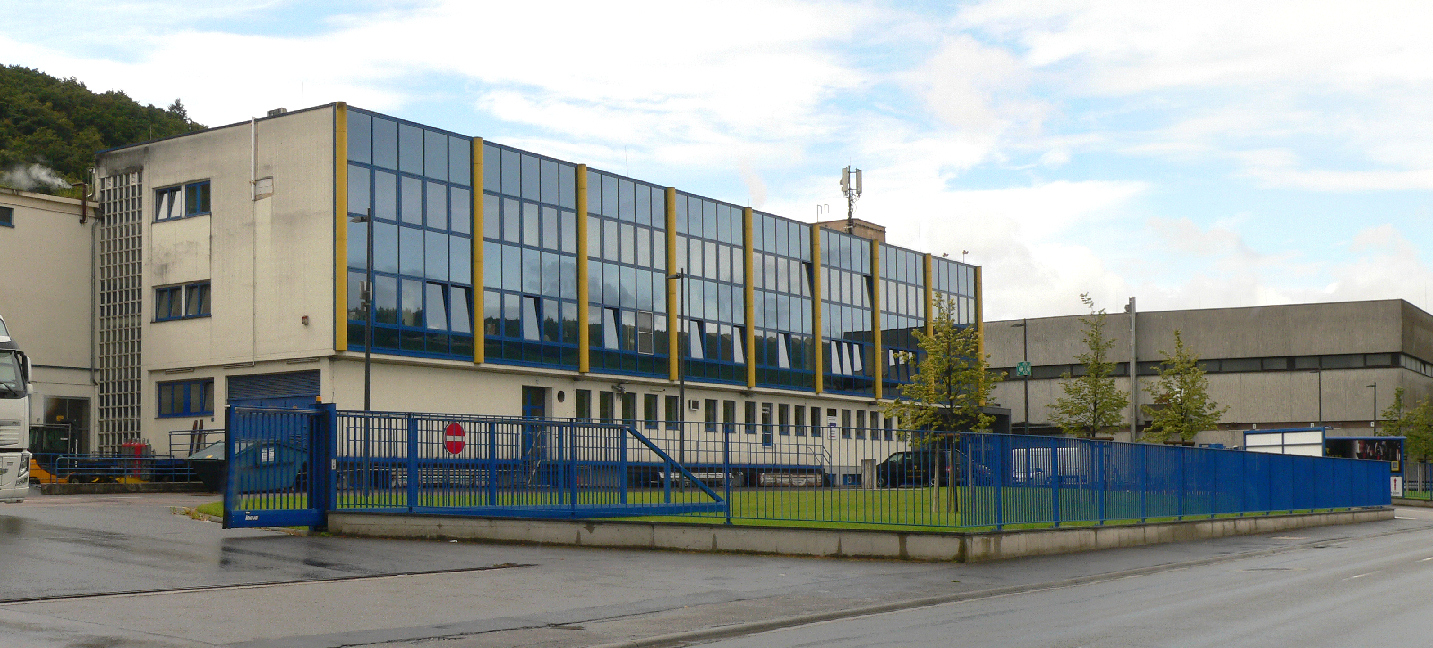
Rheinberg Kellerei, Bingen am Rhein

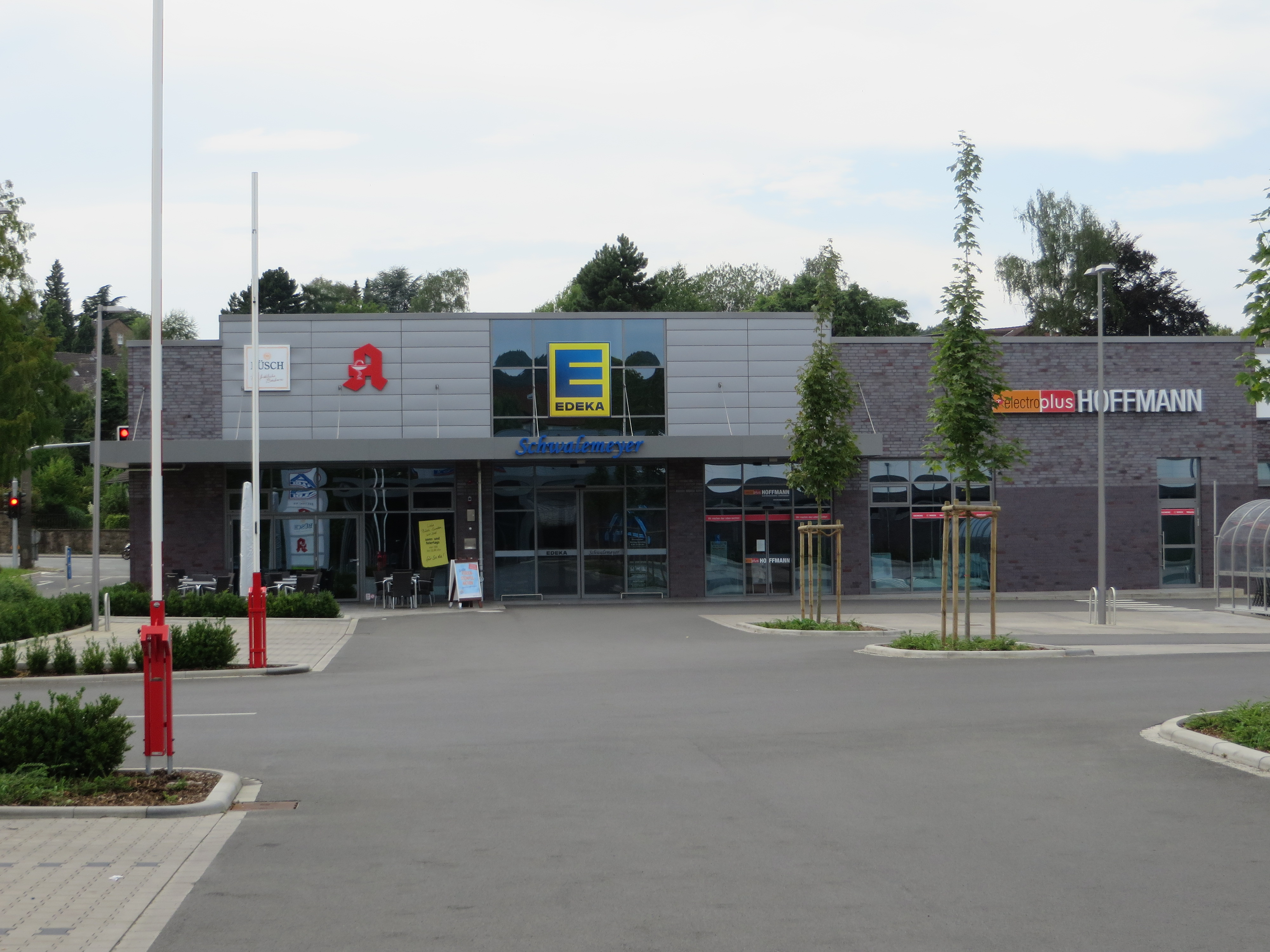
Edeka-Filiale in Witten

Edeka entstand aus regionalen Genossenschaften. Derzeit bilden sieben Regionalgesellschaften mit etwa 3600 selbständigen Einzelhändlern als Mitglieder das Fundament der Edeka-Gruppe. Die Genossenschaften sind Eigentümer der Edeka Zentrale Stiftung & Co. KG und zu 50 % Eigentümer der sieben Edeka-Regionalgesellschaften. Der zweite Gesellschafter bei diesen Regionalgesellschaften ist die Edeka Zentrale Stiftung & Co. KG.

### Edeka Aktiengesellschaft
Die Edeka Aktiengesellschaft ist registriert in Hamburg und hat die Komplementärstellung für die Edeka Zentrale Stiftung & Co. KG.

### Edeka Zentrale Stiftung & Co. KG
Die Edeka-Zentrale mit Sitz in Hamburg hat als Partner der Genossenschaften bei den Regionalgesellschaften ein großes Gewicht in der Edeka-Gruppe. Zusätzlich gestärkt wird ihre Rolle durch Tochtergesellschaften und Beteiligungen. Dies sind Filialunternehmen des Handels (AVA AG, Netto Marken-Discount, Netto Deutschland, Edeka Großverbraucher-Service), Einkaufszentralen (Edeka Frucht- und Blumenkontor), Produktionsunternehmen (Rheinberg Kellerei), Logistikstandorte (Kaiser’s Verwaltungs- und Beteiligungsgesellschaft mbH) und zentrale Servicegesellschaften (z. B. Edeka-Verlag, Edekabank AG, Edeka Versicherungsdienst Vermittlungs-GmbH).

### Die Regionalgesellschaften
Die sieben Regionalgesellschaften sind die operativen Einheiten der Edeka-Gruppe. Sie sind im Kern Großhandlungen und beliefern die selbstständigen Händler und Filialbetriebe. Sie sind z. T. selbst Eigentümer von Filialbetrieben und Produktionsunternehmen.
Die Regionalgesellschaften mit Sitz und ungefährem Gebietsumfang sind:
- Edeka Nord in Neumünster: Schleswig-Holstein, Hamburg, Mecklenburg-Vorpommern sowie die unmittelbar angrenzenden Landkreise in Niedersachsen und Brandenburg[32]
- Edeka Minden-Hannover in Minden (größte Regionalgesellschaft): Niedersachsen (soweit nicht zu Nord, Hessenring oder Rhein-Ruhr gehörig), Bremen, Sachsen-Anhalt, Berlin und Brandenburg (soweit nicht zu Nord gehörig) sowie aus Nordrhein-Westfalen u. a. die Kreise Minden-Lübbecke und Herford[33]
- Edeka Rhein-Ruhr in Moers: Nordrhein-Westfalen (soweit nicht zu Minden-Hannover oder Hessenring gehörig) und das angrenzende Rheinland-Pfalz bis Koblenz sowie aus Niedersachsen der Landkreis Grafschaft Bentheim[34]
- Edeka Hessenring in Melsungen: aus Hessen die Regierungsbezirke Kassel und Gießen sowie der Wetteraukreis, aus Thüringen der ehemalige Bezirk Erfurt, aus Niedersachsen u. a. die Landkreise Göttingen und Northeim sowie aus Nordrhein-Westfalen u. a. die Kreise Höxter und Siegen-Wittgenstein[35]
- Edeka Südwest in Offenburg: Baden-Württemberg (soweit nicht zu Nord- oder Südbayern gehörig), Rheinland-Pfalz (soweit nicht zu Rhein-Ruhr gehörig), das Saarland sowie aus Hessen der Regierungsbezirk Darmstadt (soweit nicht zu Hessenring gehörig) und aus Bayern die Landkreise Aschaffenburg und Miltenberg[36]
- Edeka Südbayern in Gaimersheim bei Ingolstadt: südliches Bayern und aus Baden-Württemberg der Landkreis Ravensburg[37] (diese Gesellschaft hielt bis 2006 auch 75 % an der österreichischen Edeka-Gesellschaft ADEG)
- Edeka Nordbayern-Sachsen-Thüringen in Rottendorf: Nordbayern (soweit nicht zu Südwest gehörig) und Sachsen sowie aus Thüringen die ehemaligen Bezirke Gera und Suhl und aus Baden-Württemberg der Main-Tauber-Kreis[38]

## Tätigkeitsfelder und Vertriebslinien

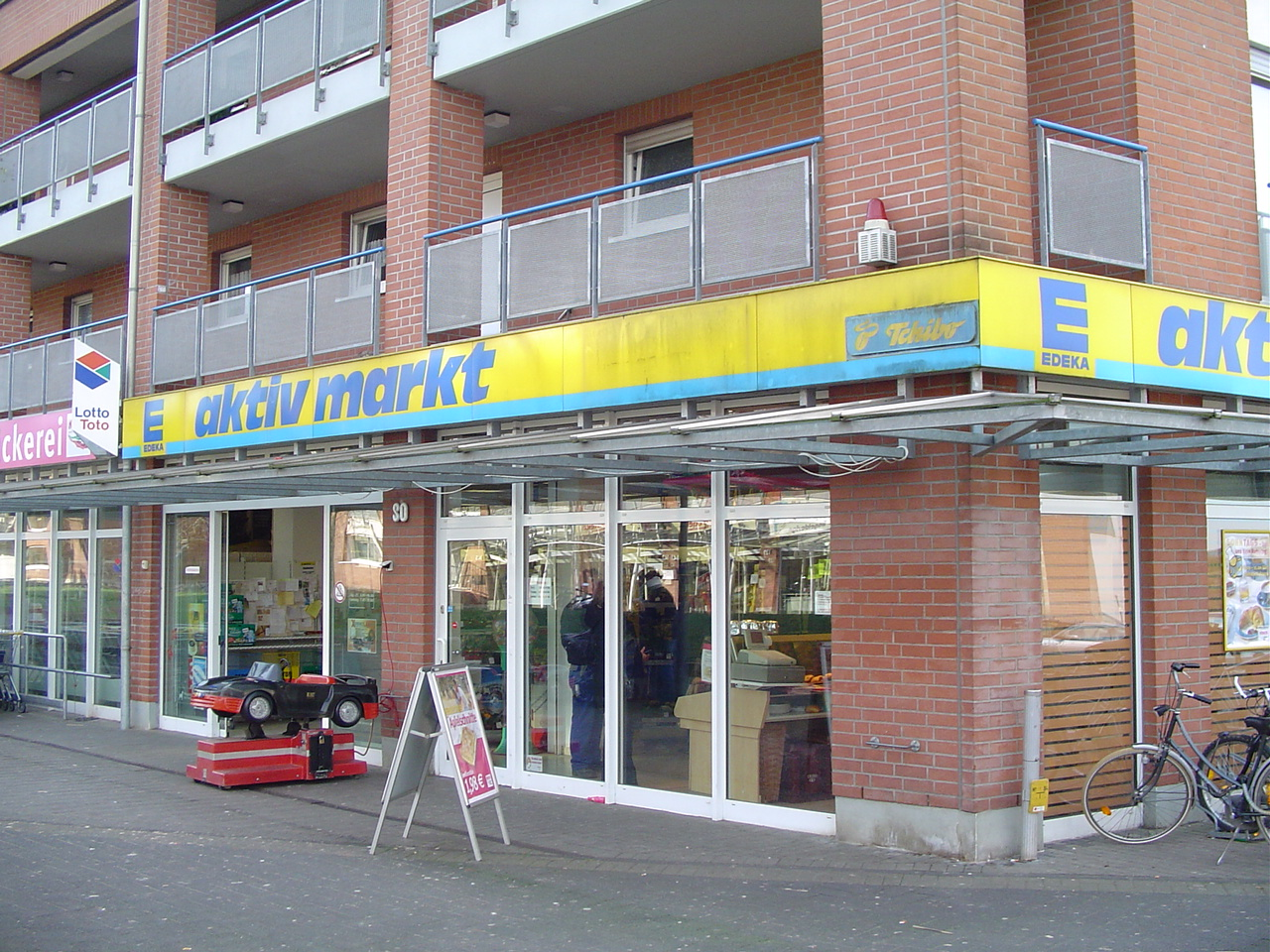
Edeka-Aktivmarkt, Köln (2007), heute Netto Marken-Discount

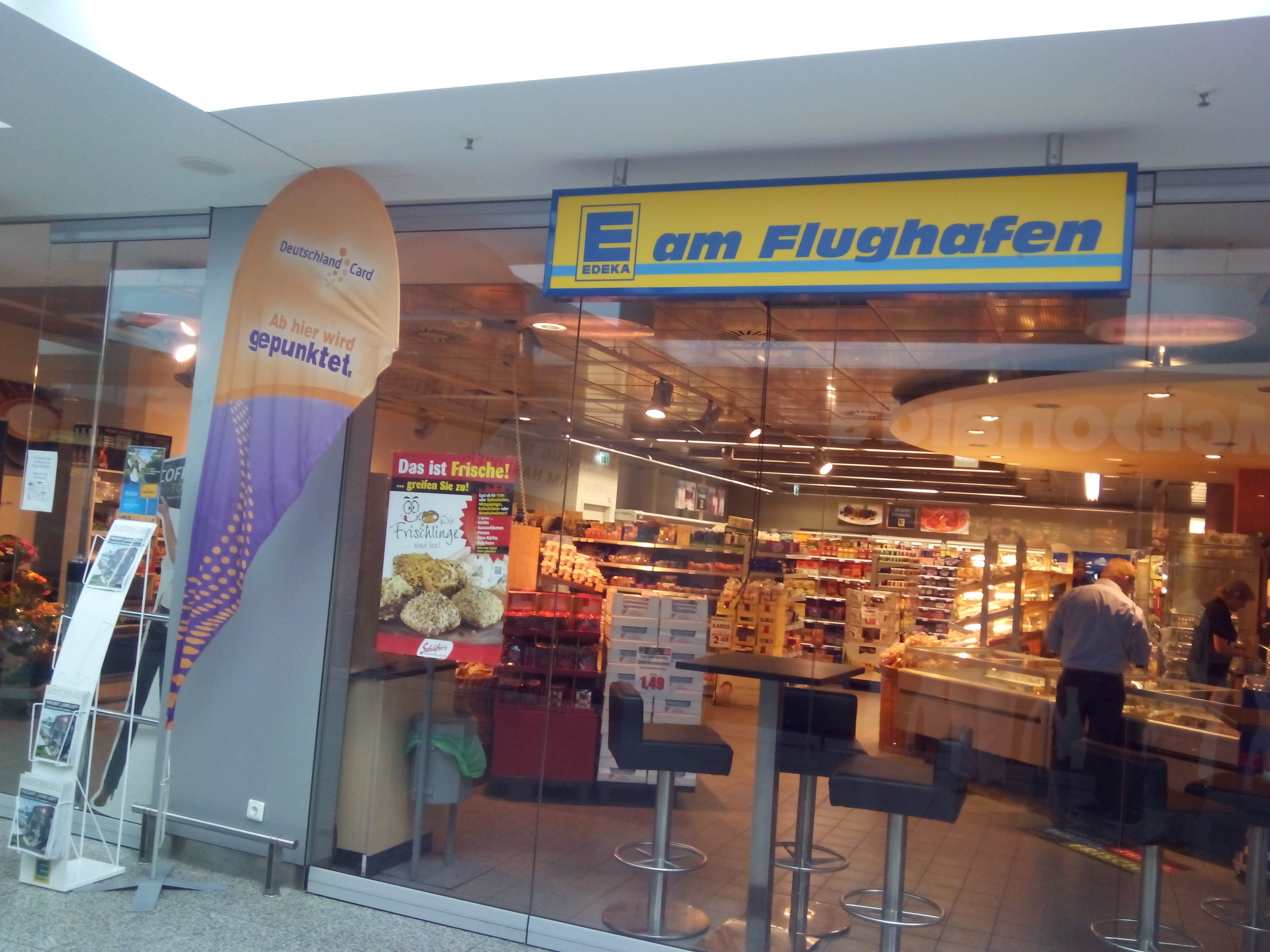
Edeka am Flughafen im Flughafen Hannover

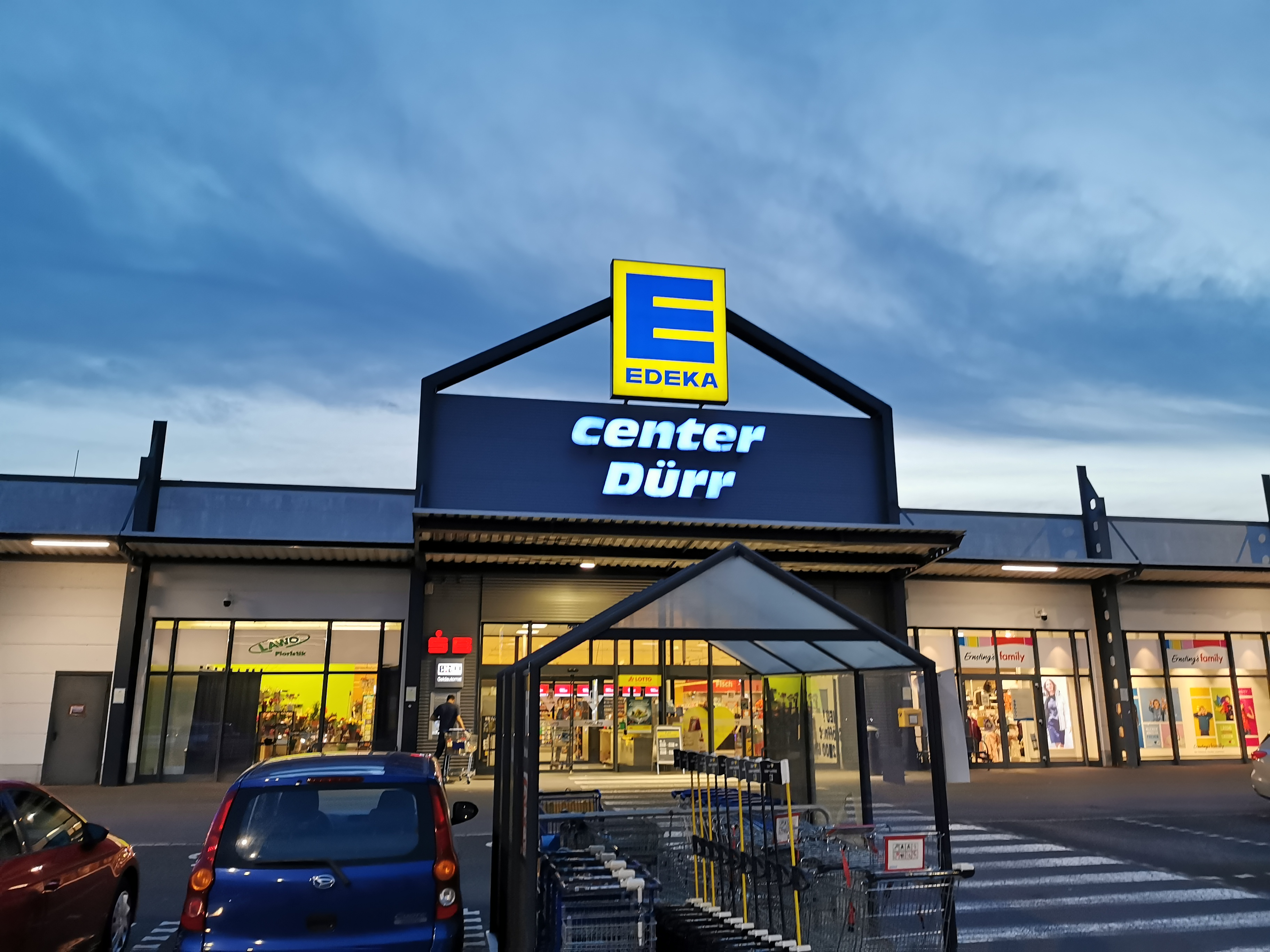
Edeka center Dürr in Tauberbischofsheim (2021)

Vertriebslinien sind die Marken, unter denen sich die Firmengruppe am Markt präsentiert. Die folgende Liste soll alle Edeka-Vertriebslinien nennen. Die Nennung ist unabhängig davon, welches Unternehmen der Gruppe hinter der jeweiligen Vertriebslinie steht. Auch muss eine Vertriebslinie nicht unbedingt rechtlich zur Gruppe gehören. Minderheitsbeteiligungen oder Kooperationsverträge können auch Vertriebslinien begründen. Wegen der dezentralen Strukturen in der Edeka-Gruppe kann diese Liste nur eine Momentaufnahme liefern. Für Vollständigkeit und absolute Richtigkeit kann nicht garantiert werden. Verarbeitet wurden Informationen mit Stand April 2006.

### Einzelhandel
Schwerpunkt der Geschäftstätigkeit der Edeka-Gruppe ist der Lebensmitteleinzelhandel in Deutschland. Dieser umfasst den Verkauf aller sog. Schnelldreher an Endverbraucher, so dass neben Nahrungs- und Genussmitteln regelmäßig auch Drogeriewaren sowie Non-Food-Artikel zum Sortiment gehören. 
Das Edeka-Sortiment umfasst mehrere Eigenmarken wie Gut & Günstig, Edeka Herzstücke, Edeka Bio, Elkos, Edeka zuhause und andere. Die Eigenmarken Albi (Säfte), All in Fruits (Smoothies), Blütezeit (Naturkosmetik), Booster (Energydrinks), Naturkind (Bio-Lebensmittel), Papa Joe's (Grillsoßen), Respekt (Reinigungsmittel), Sun d'or (Sonnenschutz), Vehappy (vegane Lebensmittel) und Vitrex (Mineralwasser) werden auch von Netto und teilweise von Budni geführt.
Bis 2004 war Edeka im Wesentlichen mit den Betriebstypen kleiner bis großer Supermarkt und Discounter vertreten. Die Übernahme der AVA AG und die Kooperation mit Globus erweiterte die Bedeutung der großflächigeren Verbrauchermärkte.

#### Discountlinien

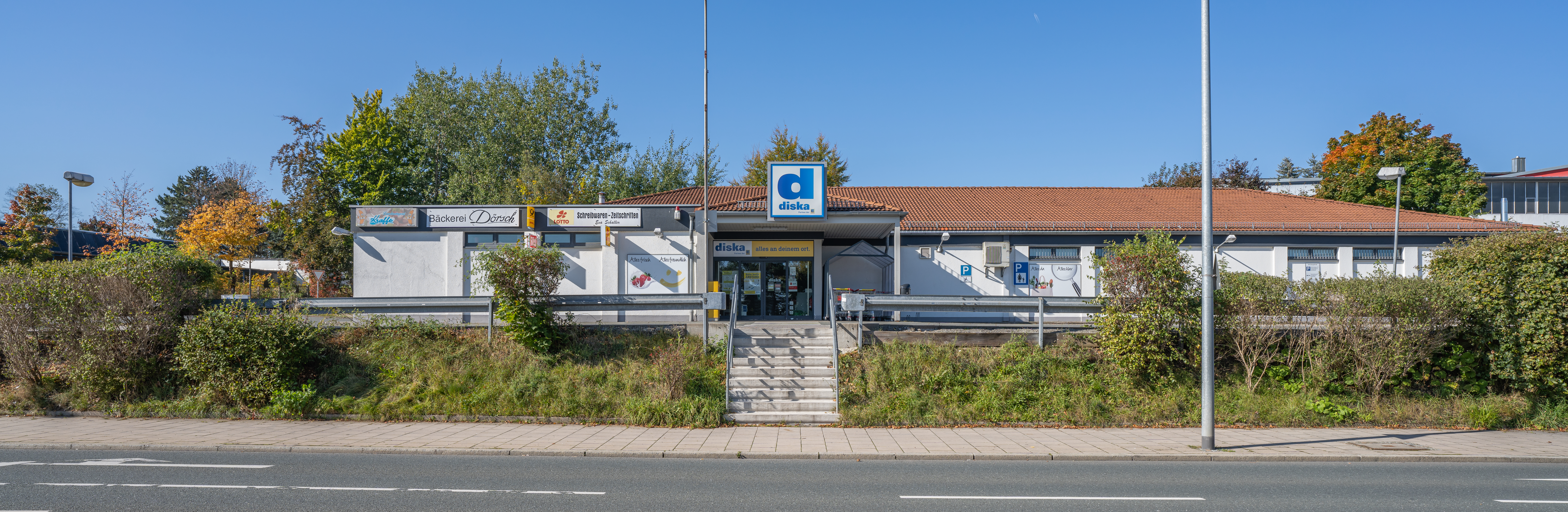
Ein Gebäude der Diska in Moschendorf

Die großen Discounter machen den traditionellen Edeka-Märkten zunehmend Konkurrenz. Bis 2005 war Edeka im Einzelhandelssegment der Discounter nur schwach vertreten. Mit der Übernahme der expansiven Netto Marken-Discount mit damals 1250 Filialen und der Kooperation mit Netto Deutschland hat sich das Gewicht dieser Vertriebsform für Edeka deutlich erhöht. Im Vergleich zu den Großen der Branche erreichen die Edeka-Discounter Rang 3 auf dem deutschen Discount-Markt.
| Name                  | Logo                       | Beschreibung |
| --------------------- | -------------------------- | --- |
| Diska                 |                            | Kleinverbrauchermärkte von Edeka Nordbayern-Sachsen-Thüringen |
| Netto Marken-Discount | Netto_Marken-Discount logo | Nationale Discountschiene der Edeka mit Sitz im bayerischen Maxhütte-Haidhof. Am 16. November 2007 erfolgte die Bekanntgabe zur Umstrukturierung als Gemeinschaftsunternehmen mit Plus, Edeka soll demnach 80 % an diesem Gemeinschaftsunternehmen halten. Netto betrieb in Deutschland im Jahr 2022 rund 4300 Filialen. |
| NP-Markt              | NP-Markt logo              | Discounter von Edeka Minden-Hannover mit über 400 Filialen, wird bis 2026 sukzessive auf andere Vertriebslinien der Edeka umgeflaggt. |

#### Supermärkte
Die verschiedenen Supermarkt-Vertriebsformate stellen das Kerngeschäft der Edeka-Gruppe dar:
| Name              | Beschreibung |
| ----------------- | --- |
| nah & gut         | Sogenannter Nachbarschaftsmarkt mit bis ca. 800 m², meist in kleinen Orten |
| Edeka xpress      | Nahversorgungsmarkt bis 600 m² Verkaufsfläche. Der Fokus liegt auf Artikeln des täglichen Bedarfs. Seit 2017 in Bayern, seit 2018 bei Edeka Südwest. Seit 2017 bei Edeka Rhein Ruhr (3 Märkte) |
| Ihr Frischmarkt   | Nahversorgungsmärkte im Franchise-System der Lüning-Gruppe mit Verkaufsflächen <1000 m². Vertriebsschwerpunkt liegt in NRW. |
| Elli-Markt        | Filialen der Lüning-Gruppe mit durchschnittlich 1000–1600 m² in Ostwestfalen-Lippe, NRW, an der die Edeka Minden-Hannover zu 49 % beteiligt ist. Die Filialen verfügen über das Edeka-Sortiment, firmieren jedoch mit eigenständiger Werbung und als eigenständige Marke mit dem Zusatz „Partner der Edeka“. Eine Filiale in Mengeringhausen (Hessen) firmiert unter Edeka Lüning; 2 weitere unter der Marke Edeka in Burg (Sachsen-Anhalt). Die Gruppe betreibt außerdem 3 E-Center in Rietberg, Hövelhof (Nordrhein-Westfalen) und Wanzleben-Börde (Sachsen-Anhalt) |
| Edeka             | Zusammenfassung der Vertriebsformate Aktivmarkt und Neukauf mit einer Verkaufsfläche von durchschnittlich unter 1.000 bis 2.000 m², teilweise 2.500 m², die zum großen Teil privat, aber auch in Regie geführt werden. Alle neu eröffneten oder umgebauten Märkte werden inzwischen in allen Regionen unter der Marke Edeka eröffnet. Edeka Minden-Hannover hat inzwischen alle Aktiv- und Neukauf-Märkte auf Edeka umgestellt. |
| Edeka aktiv markt | Oftmals privat geführter Supermarkt mit ca. 400 bis 1.000 m², meist in Stadtteilen oder größeren Dörfern, teilweise unter Regie von Edeka |
| Edeka neukauf     | Sowohl privat als auch zentral geleiteter Verbrauchermarkt zwischen 1.000 und 2.500 m² |
| City-Supermarkt   | Filialen von Edeka Südwest |
| Super 2000        | Markenlabel für Supermärkte |
| Naturkind         | Biosupermärkte (ehemals Teil von Tengelmann) |

#### Größte selbstständige Edeka-Händler
| Platz | Selbstständiger Edeka-Händler                                                   | Sitz         | Großhandelspartner                                  | Nettoumsatz 2015 | Anzahl der Märkte                                                         |
| ----- | ------------------------------------------------------------------------------- | ------------ | --------------------------------------------------- | ---------------- | ------------------------------------------------------------------------- |
| 1     | Karl Preuß GmbH & Co (WEZ) Edeka Minden-Hannover ist mit 25 % direkt beteiligt. | Minden       | Edeka Minden-Hannover                               | 195 Mio. Euro    | 22 (Region Minden, Nienburg, Stadthagen)                                  |
| 2     | Hieber’s Frische Center KG                                                      | Lörrach      | Edeka Südwest                                       | 183 Mio. Euro    | 15 (u. a. Bad Krozingen, Lörrach, Rheinfelden, Schopfheim, Weil am Rhein) |
| 3     | Scheck-In (In-Einkaufs-Center Achern)                                           | Achern       | Edeka Südwest                                       | 180 Mio. Euro    | 12 (u. a. Baden-Baden, Frankfurt am Main, Karlsruhe, Mannheim)            |
| 4     | Simmel AG („Edeka Simmel“, siehe: Peter Simmel)                                 | Chemnitz     | Edeka Nordbayern-Sachsen-Thüringen, Edeka Südbayern | 165 Mio. Euro    | 18 (u. a. Chemnitz, Gera, München, Pullach, Unterhaching, Zschopau)       |
| 5     | Struve GmbH (Edeka Schlemmer Markt)                                             | Hamburg      | Edeka Nord                                          | 136 Mio. Euro    | 13 (alle in Hamburg)                                                      |
| 6     | Wilhelm Cramer GmbH (E-Center Cramer, Edeka Cramer)                             | Burgdorf     | Edeka Minden-Hannover                               | 121 Mio. Euro    | 8 (u. a. Burgdorf, Burgwedel, Lehrte, Ronnenberg)                         |
| 7     | Frischemärkte Baur e. K.                                                        | Konstanz     | Edeka Südwest                                       | 112 Mio. Euro    | 9 (u. a. Konstanz und Friedrichshafen)                                    |
| 8     | Wucherpfennig GmbH (Edeka Wucherpfennig)                                        | Hannover     | Edeka Minden-Hannover                               | 110 Mio. Euro    | 11 (Region Hannover)                                                      |
| 9     | Zurheide Feine Kost KG                                                          | Düsseldorf   | Edeka Rhein-Ruhr                                    | 92 Mio. Euro     | 6 (Düsseldorf [2], Oberhausen, Bottrop, Gladbeck, Essen)                  |
| 10    | Thorsten Hellwig (Neukauf Hellwig)                                              | Bad Hersfeld | Edeka Hessenring                                    | 91 Mio. Euro     | 15 (in Hessen und Thüringen)                                              |

#### SB-Warenhäuser
Selbstbedienungs-Warenhäuser sind besonders großflächige Einzelhandelsbetriebe, die von ihrer Aufmachung her an einen Supermarkt erinnern.
| Name            | Beschreibung |
| --------------- | --- |
| E-Center        | großes SB-Warenhaus |
| Herkules-Center | SB-Warenhaus der Rheika-Delta, einer Tochtergesellschaft von Edeka Hessenring, überwiegend in Hessen und Thüringen, z. B. in Gießen, Marburg, Weilburg, Gotha, Weimar, Mühlhausen und Nordhausen. |
| Marktkauf       | Durch Übernahme der AVA AG 2004 sind 185 SB-Warenhäuser und Verbrauchermärkte zur Edeka-Gruppe gekommen. Einige davon sind bereits privatisiert oder werden von anderen Vertriebsschienen von Edeka betrieben (E-Center etc.). Die Firmierung Marktkauf wird insbesondere auf der Großfläche (> 3000 m²) erhalten bleiben.                                                |
| Ratio           | Im Zuge der Übernahme des Einzelhandelsgeschäfts der Ratio Handel GmbH & Co. KG wurden die meisten Märkte, z. B. in Münster, in Marktkauf umbenannt. Unter Ratio operieren gegenwärtig in diesem Segment zwei Geschäfte: in Trier als Edeka Center im Ratio-Einkaufszentrum und in Baunatal als Ratio im Ratio-Land Einkaufscenter. Beide führen das Marktkauf-Sortiment. |

##### Easy Shopper

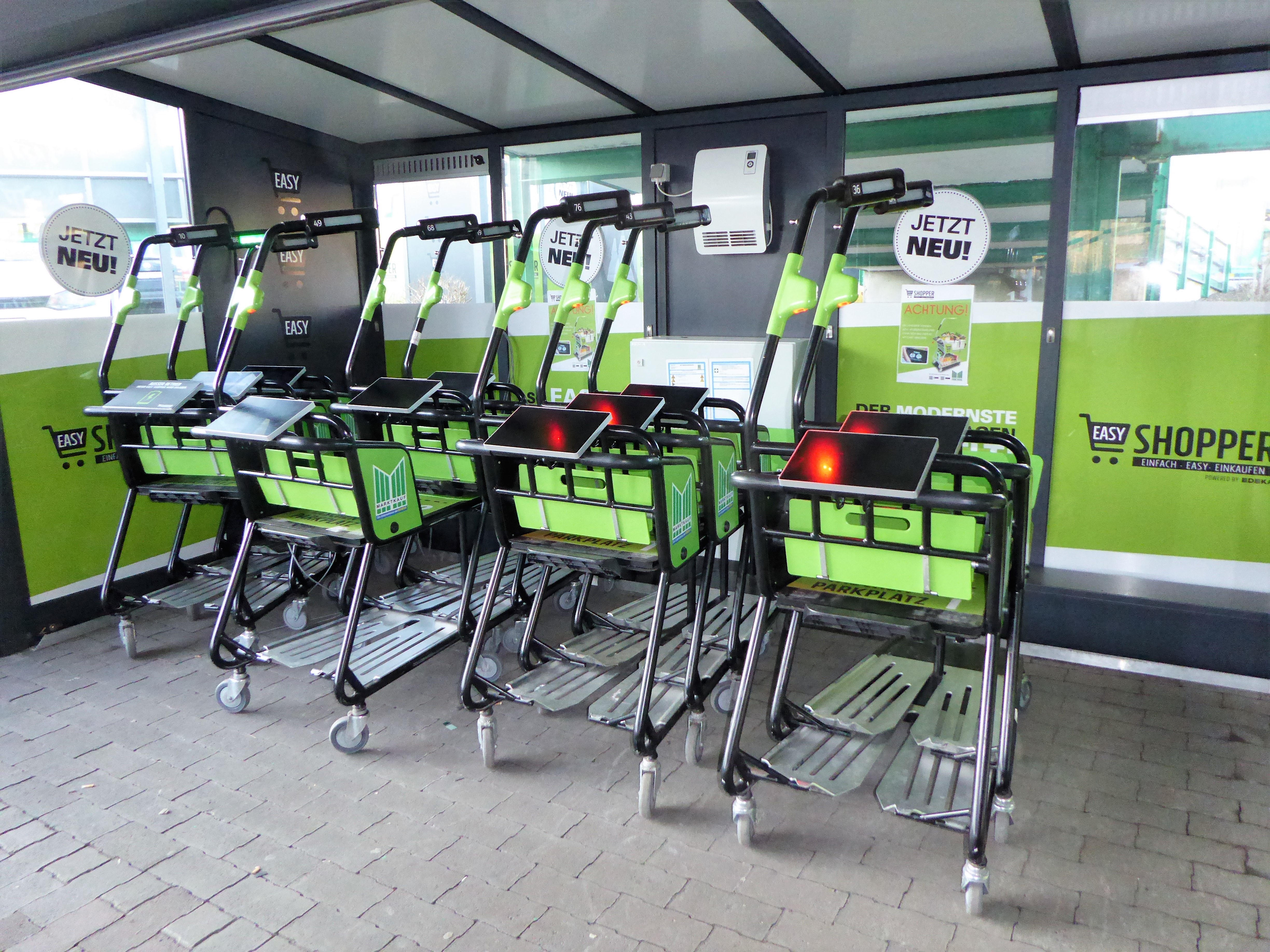
Easy Shopper in einer Ladebox

2017 hat Edeka sein Konzept von Einkaufswagen mit einem Barcode-Scanner in der ersten SB-Filiale eingeführt. Mit dem Einkaufswagen wird Kunden die Möglichkeit geboten, ihren Einkauf an einer separaten Kasse oder direkt über eine App zu bezahlen. Seit Sommer 2022 findet sich der Service in rund 100 SB-Warenhäusern.

### Fachhandel
Zur Edeka-Gruppe gehören einige Fachhandelsketten. Die größte Bedeutung haben die Bäckerei-Filialbetriebe. Diese beliefern einerseits die diversen Edeka-Märkte, treten aber selbständig auf. Dabei betreiben sie sowohl eigene Filialen wie auch Shop-in-Shop bei Edeka-Märkten. Alle Filialen zusammengenommen betreibt Edeka die größte deutsche Backshop-Kette (vor Kamps).
| Name                                                                   | Beschreibung |
| ---------------------------------------------------------------------- | --- |
| Neukauf-Reisen                                                         | 12 Reisebüros von Edeka Südwest |
| Edeka Städte- und Wellness-Reisen                                      | Tochter von Edeka Rhein-Ruhr |
| Profi-Getränke-Shop                                                    | Getränkefachmärkte Edeka Südwest |
| K & U Bäckerei                                                         | Bäckereifilialen von Edeka Südwest |
| von Allwörden inkl. Dallmeyers Backhus, Nur Hier, Knaack, Mein Backhus | Bäckereifilialen von Edeka Nord |
| Bäckerhaus Ecker                                                       | Bäckereifilialen, als Tochter der K & U im Bereich Saarland mit Zentralsitz in Homburg.                                                                                        |
| Büsch                                                                  | Bäckereifilialen von Edeka Rhein-Ruhr |
| Backstube Wünsche                                                      | Bäckereifilialen von Edeka Südbayern, Sitz in Gaimersheim bei Ingolstadt und ein weiteres Backzentrum in Kolbermoor bei Rosenheim, über 270 Filialen                           |
| Schäfer’s Brot- und Kuchen-Spezialitäten                               | Backwarenkette von Edeka Minden-Hannover, die auch unter den Linien Hilbig, Nowack, Semmel Brösel auftritt sowie vormalig Thürmann auftrat.                                    |
| budni                                                                  | Drogeriemärkte von Edeka Südwest, ehemals auch Edeka Minden-Hannover und Edeka Nordbayern                                                                                      |
| Sport-Treff                                                            | 26 Standorte, Tochter von Edeka Hessenring |
| Getränke-Treff                                                         | |
| Technik-Partner                                                        | Elektro-Fachmarkt von Edeka Hessenring (Rheika-Delta Warenhandelsgesellschaft mbH)                                                                                             |
| Top-Getränke                                                           | Getränkefachmärkte von Edeka Rhein-Ruhr |
| Trinkgut                                                               | Über 260 Getränkefachmärkte; 2010/11 übernommen durch Edeka Rhein-Ruhr. Unter der Marke Trinkgut eröffnen seit 2022 Edeka Südwest und seit 2023 Edeka Südbayern Getränkemärkte |
| Trinkkauf                                                              | Top-Getränke übernahm zum 1. März 2009 die 18 Filialen der Getränkekette. Diese wurden 2009 auf Top-Getränke umfirmiert.                                                       |
| Fleischhof Rasting                                                     | Metzgerei von Edeka Rhein-Ruhr |

### Großhandel
Die sieben Regionalgesellschaften sind Großhändler, zumeist mit mehreren Logistikzentren. Als eigenständige Vertriebslinie treten vor allem die Abholgroßhandlungen (Cash-&-Carry-Märkte) und Großverbraucherlieferanten in Erscheinung.
Die 111 Cash-&-Carry-Großmärkte sollten bis Ende September 2009 einheitlich am Markt auftreten (unter der Wortmarke: Edeka C+C Großmarkt). Bis 31. Dezember 2011 kooperierte Handelshof mit Edeka in Warenbeschaffung und Logistik. Die Edeka Hessenring übernahm bei der Ratio-Übernahme vier Ratio C&C-Großmärkte (je einen in Bielefeld, Bochum, Hagen und Ratingen).
| Name                                          | Beschreibung |
| --------------------------------------------- | --- |
| Edeka-C&C-Großmarkt (Großverbraucher-Service) | 141 Niederlassungen (dazu gehören z. B. die 27 Mios-C&C-Großmärkte von Edeka Minden-Hannover und die Union-SB-Großmärkte von Edeka Südwest. Diese betreibt 20 C&C-Großmärkte im baden-württembergischen Raum und die SB-Union-Großhandel GmbH, ein Unternehmen von Edeka Hessenring – betreibt 12 Großmärkte in Nordhessen, Thüringen und Süd-Niedersachsen). Alle sind auf die Belieferung von Großverbrauchern, z. B. Gastronomie, Kantinen, Krankenhäuser u. Ä. ausgerichtet. |
| Rullko Großeinkauf GmbH & Co. KG              | Kooperationspartner mit Zustell- und Abholgroßhandel |
| L. Stroetmann                                 | Großverbraucherservice & Großmarkt Partner der Edeka Rhein-Ruhr |
| A. Kempf Getränkegroßhandel GmbH              | Übernahme durch Edeka Südwest im Jahr 2002 |

Edeka Foodservice übernahm im Februar 2019 rückwirkend zum Jahresanfang den früheren Kooperationspartner Handelshof.

### Lebensmittellieferdienst Bringmeister
Ab Januar 2017 gehörte der von Kaiser’s Tengelmann übernommene Online-Supermarkt bringmeister.de zum Edeka-Verbund. Dieser beliefert seit 1997 Berlin und Umland und seit 1998 den Großraum München mit Waren aus dem Vollsortiment. Bringmeister nahm Ende 2016 in Berlin-Schönefeld einen neuen Logistikstandort für ca. 15.000 Produkte in Betrieb. 2017 folgte auch die Eröffnung eines neuen Lagers in Olching bei München. Die Auslieferung erfolgt mit eigener Lieferflotte in 1-stündigen Lieferfenstern und auch am selben Tag. Die Verwaltung der Bringmeister GmbH hat ihren Sitz in Berlin-Mitte.
Für 2017 wurden bei einem prognostizierten Umsatz von 25 Mio. Euro rund 23 Mio. Euro Verlust eingeplant.
Im September 2018 wurde bekannt, dass Bringmeister die Kooperation mit Alnatura ausbaut. Im Oktober 2018 wechselte Feneberg zu Bringmeister. Im März 2019 hat Bringmeister in Berlin und München Eigenmarken-Artikel des Bio-Fachhändlers Basic in sein Sortiment aufgenommen. Im Jahr 2021 wurde der Onlinelieferdienst an das tschechische Beteiligungsunternehmen Rockaway Capital verkauft. Edeka beliefert dennoch den Onlineshop weiterhin mit Eigenmarkenartikel und sonstigen Produkten.
Im Herbst 2023 wurde Bringmeister vom Unternehmen Knuspr übernommen.

### Ehemalige Vertriebslinien
| Name                                    | Beschreibung |
| --------------------------------------- | --- |
| Kondi                                   | Ehemalige Discount-Schiene von Edeka Nordbayern-Sachsen-Thüringen. Diese Schiene wurde aufgelöst und an die Edeka-Tochter Netto Marken-Discount und im geringen Umfang an Edeka Minden-Hannover (NP Niedrig-Preis) verkauft. |
| ENO                                     | Ehemalige Discount-Schiene von Edeka. Diese Vertriebsschiene ist vollständig aufgelöst worden. |
| V-Markt                                 | Ehemalige Verbrauchermärkte von Edeka Minden-Hannover. Diese Vertriebsschiene ist vollständig aufgelöst und in die Edeka-Vertriebsschienen Neukauf und E-Center integriert worden. |
| Marktkauf Baumarkt & Garten             | 133 der 150 Marktkauf-Baumärkte sind im April 2007 an die Baumarkt-Tochter der Rewe-Gruppe (Toom Baumarkt) verkauft worden. Die verbleibenden Märkte wurden geschlossen. |
| Netto Stavenhagen                       | Ab 2005 hielt die Edeka-Gruppe 25 % am Unternehmen. Spar war ursprünglich mit 50 % beteiligt; es gibt keinerlei Gemeinsamkeiten mit der gleichnamigen Netto Marken-Discount aus dem Edeka-Verbund: Edeka besaß keine Entscheidungsgewalt und fungierte als stiller Teilhaber. Im Dezember 2012 wurde bekannt, dass Edeka diese Netto-Anteile verkauft hat.                                                                                               |
| Plus                                    | Mit 80 % beteiligt gewesen – am 2. Juli 2008 hat das Kartellamt der Fusion zwischen Edeka-Tochter Netto und der ehem. Tengelmann-Tochter Plus zugestimmt. Zusammen werden nun 4.000 Märkte betrieben. Die Vertriebsschiene Plus wurde dabei vollständig auf Netto umgestellt. Insbesondere Märkte mit Innenstadtlage wurden auf ein spezielles Innenstadtkonzept umgestellt und firmieren unter Netto City.                                              |
| Edeka Reichelt                          | Das Berliner Filialunternehmen gehört seit 2002 zu Edeka Minden-Hannover. Die Märkte wurden unter dem Namen E-Reichelt in Berlin/Brandenburg geführt. Ende Dezember 2016 wurde bekannt, dass der Name Reichelt für die Filialen aufgegeben werden soll und geplant war, die Märkte bis Anfang Februar 2017 in Edeka-Standorte umzuwandeln. Zum 29. Januar 2017 erfolgte die Umflaggung, alle Reichelt-Märkte präsentieren sich seither als Edeka-Märkte. |
| Edeka aktiv Discount                    | Die Bremer Kette war im Großraum Bremen/Bremerhaven mit 16 Märkten aktiv, die bis 2015 auf Edeka und E-Center umgeflaggt wurden. |
| kupsch                                  | Filialen der Edeka Nordbayern-Sachsen-Thüringen, vor allem in Unterfranken vorzufinden, wurde von Februar 2022 bis Mitte November 2022 auf Edeka umgeflaggt. |
| Treff 3000                              | Discount-Märkte von Edeka Südwest (vormals Treff-Discount), 160 Märkte (Stand: 2011) wurden zu Netto Marken-Discount-Märkten oder Edeka-xpress-Märkten umgeflaggt bzw. bis Juli 2019 geschlossen. |
| Ratio C&C-Großmarkt – RM Großmarkt GmbH | Vier Großmärkte, die von Ratio übernommen wurden und zunächst als Kooperationsbetrieb zwischen Edeka Rhein-Ruhr (Belieferung) und Edeka Hessenring (Betreiber) unter dem Namen Ratio C&C-Großmarkt weitergeführt wurden. 2020 wurden die Märkte an die Edeka Foodservice (Bielefeld & Bochum) und Handelshof (Hagen & Ratingen), eine Tochtergesellschaft der Edeka Foodservice, abgegeben.                                                              |

### Produktionsbetriebe und Einkaufskontore
Die Edeka-Gruppe ist mit eigenen Produktionsbetrieben in den Bereichen Backwaren und Fleischwaren vertreten. Den zentralen Einkauf für Obst, Gemüse, Südfrüchte und Blumen bildet das eigene Fruchtkontor.
| Name                                       | Beschreibung |
| ------------------------------------------ | --- |
| Rheinberg Kellerei                         | Großkellerei in Bingen, Tochter der Edeka Zentrale Stiftung & Co. KG |
| Edeka Frucht- und Blumenkontor             | Versorgt die Unternehmen der Gruppe mit „Grüner Ware“, Tochter der Edeka Zentrale Stiftung & Co. KG |
| Ortenauer Weinkellerei (OWK)               | Weinkellerei von Edeka Südwest |
| Edeka Südwest Fleisch                      | Fleischwerke für Edeka Südwest |
| Schwarzwaldhof Fleisch und Wurstwaren GmbH | Hersteller von Schwarzwälder Schinken und anderen Fleischprodukten in Blumberg (Südschwarzwald) |
| K & U Bäckerei                             | Bäckereifilialen von Edeka Südwest (Produzierende Tochterunternehmen: Schwarzwaldbrot in Neuenburg/Rhein, Bäckerbub in Mannheim, als auch ehemals selbständiges Bäckerhaus Ecker im Raum Saarland bis einschl. Mannheim) |
| Schwarzwald Sprudel                        | Mineralbrunnen von Edeka Südwest |
| Schäfer’s Brot- u. Kuchenspezialitäten     | Backwarenkette von Edeka Minden-Hannover, nach Kamps Deutschlands zweitgrößter Backwarenfilialist |
| Thürmann                                   | Bäckerei für E-Reichelt, Tochter der Schäfer’s Brot- u. Kuchenspezialitäten |
| Gutfleisch                                 | Fleischwerk von Edeka Nord und Edeka Südwest |
| Bauerngut                                  | Fleischwerke von Edeka Minden-Hannover (Tochterunternehmen: Reichelt Fleischwerk in Berlin (2009 geschlossen), Bäkehof in Friesoythe und Goldswien GmbH in Minden)                                                       |
| Fleischhof Rasting                         | Fleischwerk von Edeka Rhein-Ruhr |
| Büsch                                      | Backbetrieb von Edeka Rhein-Ruhr |
| Franken-Gut                                | Drei Fleischwerke von Edeka Nordbayern-Sachsen-Thüringen |
| Südbayerische Fleischwaren GmbH            | Donauland Fleischwerk Ingolstadt, Donauland Fleischwerk Obertraubling, Chiemgauer Fleisch- und Wurstwaren Traunstein |
| Backstube Wünsche GmbH                     | Bäckerei von Edeka Südbayern, Gaimersheim bei Ingolstadt |
| Hohenwestedter Landbäckerei GmbH           | Bäckerei von Edeka Nord (Tochterunternehmen: Dallmeyers Backhus GmbH, mit Backshops in Filialen) |

Edeka Südwest-Fleisch
Laut Pressemeldungen von Anfang März 2018 will Edeka Südwest ihr 2011 in Betrieb genommenes „Fleischwerk“ in Rheinstetten bei Karlsruhe vergrößern, welches täglich 1.250 Supermärkte in fünf Bundesländern mit Fleisch und Wurst beliefere: Es soll ein neues Hochregallager mit 3.800 Paletten-Plätzen und ein neues Kleinteilelager gebaut werden; dadurch entstehe dort mehr als die doppelte Versand- und Logistikkapazität. Nötig geworden sei dies auch, weil von Nordbaden aus auch Käse- und Fischprodukte verkaufsfertig verpackt und an die Märkte verschickt würden.

### Zentrale Dienstleister
Diese Tochtergesellschaften sind in erster Linie für die Edeka-Gruppe und die Genossenschaften als Dienstleister tätig.
| Name                                        | Beschreibung |
| ------------------------------------------- | --- |
| Edeka Media GmbH                            | ehemals Edeka-Verlag, verlegt Informationsschriften für Edeka-Mitglieder                                                                                               |
| Edekabank AG                                | Bankunternehmen im Finanzverbund der Volks- und Raiffeisenbanken für Edeka-Mitglieder und Mitarbeiter mit Sitz in Hamburg und einer Bilanzsumme von über 2,2 Mrd. Euro |
| Edeka Versicherungsdienst Vermittlungs-GmbH | Versicherungsmakler für Edeka-Mitglieder für den Privat-, Gewerbe- und Industriesektor 100%ige Tochter der Edekabank AG.                                               |
| LGH Leasing mbH                             | Leasinggesellschaft für den Handel, bietet Edeka-Mitgliedern Finanzierungsmodelle für Mobilien- und Immobilien-Leasing. 100%ige Tochter der Edekabank AG               |
| Edeka Digital GmbH                          | nationales IT-Kompetenzzentrum, Hamburg |
| Nonfood-CM GmbH                             | zuständig für den Non-Food-Einkauf der gesamten Edeka-Gruppe, Hamburg                                                                                                  |
| Edeka Versorgungsgesellschaft mbH           | Energieversorger für Edeka-Standorte |
| Edeka-Verband                               | Prüfverband für die Edeka-Genossenschaften nach dem Genossenschaftsgesetz                                                                                              |

### Aktivitäten im Ausland
Im Ausland ist Edeka in Dänemark mit Edeka Danmark, in Tschechien mit CS-Edeka vertreten. Mit den Supermarktketten Intermarché (Frankreich), Coop (Schweiz), Eroski (Spanien) und anderen hat sich Edeka zur Händlervereinigung Agecore zusammengeschlossen.
Die österreichischen Tochterfirmen waren ADEG, Magnet, AGM (ADEG-Großmarkt), AGM-Gastro und Contra. Edeka Südbayern hat ihren 37,5 %-Anteil an der ADEG Österreich an die ADEG-Genossenschaft 2006 zurückgegeben. Es hielt nur noch Edeka Chiemgau eine Minderheitsbeteiligung von 37,5 %. Rewe Austria ist in Folge mit 24,9 % bei der ADEG eingestiegen, inzwischen gehört die ADEG komplett zu REWE.

### Beteiligungen
Edeka ist am niederländischen Online-Supermarkt Picnic beteiligt. An Picnic International hält Edeka 10 Prozent der Anteile, an Picnic Deutschland 35 Prozent. Vorstandschef Mosa will laut Lebensmittel Zeitung die Beteiligung „erheblich ausbauen“. Mit Stand November 2020 ist Picnic nur in den Niederlanden und in Deutschland aktiv.
Seit 2017 besteht zwischen Edeka und dem Hamburger Drogeriemarkt Budnikowsky eine Partnerschaft. An der gemeinsam gegründeten BUDNI Handels- und Servicegesellschaft hält Edeka mittlerweile die Mehrheit von 74,9 %. Sie verantwortet die Standortentwicklung außerhalb Hamburgs sowie Einkauf, Sortimentsmanagement und Marketing. Während die Iwan Budnikowsky GmbH & Co. KG weiterhin Betreiber der Märkte in und um Hamburg bleibt, eröffneten Edeka-Kaufleute der Regionalgesellschaften Südwest, Minden-Hannover und Nordbayern unter dem Namen BUDNI eigene Filialen in ihren Regionen. Die deutschlandweite Expansion ist jedoch ins Stocken geraten, nachdem die Edeka-geführten Standorte in Bayern, Berlin und Niedersachsen wieder geschlossen wurden.

## Kritik

### Pestizide
Im Mai 2007 berichtete Greenpeace, dass bei dem von Edeka vertriebenen Obst und Gemüse wiederholt eine hohe Pestizidbelastung gemessen worden sei.
Im Jahr 2009 erstellte das Freiburger Öko-Institut für das Unternehmen eine Liste von Pestiziden, die den Obst- und Gemüsebauern empfohlen wurden, die Edeka auf Vertragsbasis beliefern. Drei bis fünf der Chemikalien gelten als krebserregend, nur ein Drittel der 145 auf der Liste als „unbedenklich“ eingestuften Stoffe sind in Deutschland überhaupt zugelassen.
Im Ratgeber Essen ohne Pestizide 2012
zitiert Greenpeace aus den Daten der NRW-Lebensmittelüberwachung und eigenen Pestizidtests (beide von 2009/2010) die Probenzahlen mit Überschreitung des Pestizidhöchstgehalts:
| Händler    | Aldi | Edeka | Lidl und Kaufland | Metro | Rewe | Tengelmann |
| ---------- | ---- | ----- | ----------------- | ----- | ---- | ---------- |
| Obst       | 2 %  | 1 %   | 0                 | 2 %   | 2 %  | 0          |
| Gemüse     | 3 %  | 3 %   | 3 %               | 7 %   | 3 %  | 13 %       |
| Stichprobe | 432  | 690   | 576               | 236   | 657  | 79         |

### Überwachung von Mitarbeitern
Im April 2008 wurde bekannt, dass das Unternehmen Mitarbeiter illegal überwachen ließ.
Im November 2012 warf die Gewerkschaft ver.di dem Unternehmen den gezielten Aufbau eines Niedriglohn-Bereichs vor. Mittlerweile arbeiteten 140.000 der insgesamt 306.000 Edeka-Mitarbeiter ohne tariflichen Schutz oder Betriebsrat bei Märkten, die von selbständigen Einzelhändlern geführt werden. Die Privatisierung von Edeka-Märkten gehe meist mit der Flucht aus dem Tarifvertrag einher.

### Verbraucherschutz und Zulieferer
Im August 2014 berichtete der NDR, dass Verbraucherschützer die mangelhafte Transparenz im Zusammenhang mit der Edeka-Marke Gutfleisch kritisieren. Es gebe Lücken in der Gutfleisch-Datenbank und bei der Kennzeichnung der Produkte in einzelnen Märkten. Edeka nahm zu den NDR-Recherchen umfassend Stellung.
Im gleichen Zusammenhang kritisierte Animal Equality kurz darauf schlechte Zustände in Schweinemastbetrieben, die als Zulieferer für Edeka-Gutfleisch fungieren. Edeka sperrte daraufhin die genannten Zuliefer-Betriebe und veranlasste umgehend Audits.
Anfang 2020 wurde bekannt, dass Edeka Minden-Hannover Rückvergütungen von 2 Prozent des Umsatzes 2019 von Obst- und Gemüselieferanten verlange, um damit das 100-jährige Jubiläum zu finanzieren.
Beim Supermarkt-Check, mit dem die Organisation Oxfam die Maßnahmen zur Vermeidung von Menschenrechtsverstößen in den Lieferketten von Supermärkten analysiert, schnitt Edeka wiederholt schlecht ab. Zuletzt (im Jahr 2022) landete Edeka, wie auch in vergangenen Jahren, auf dem letzten Platz unter den analysierten Supermärkten.

### Wahlwerbung gegen die AfD
Ende August 2024 schaltete die Konzernzentrale von Edeka ohne Absprache mit den Regionalgesellschaften im Vorfeld der Landtagswahl in Sachsen, Thüringen und Brandenburg Anzeigen in Tages- und Wochenzeitungen sowie in den sozialen Netzwerken mit dem politischen Appell, die AfD nicht zu wählen. Die medial vielbeachtete Kampagne firmierte unter dem Motto „Blau kommt bei uns nicht in die Tüte“. Blaue Lebensmittel seien „ein Warnhinweis der Natur, der uns sagt: Achtung! Ich könnte unverträglich sein. Die Evolution hat uns gelehrt: Blau ist keine gute Wahl.“ Wissenschaftliche Quellen und Ergebnisse der Nahrungsforschung widerlegen diese mediale Behauptung Edekas, indem sie dem blauen Farbstoff Anthocyane antioxidative und weitere heilende Wirkungen zuschreiben.
Neben positiver Resonanz häuften sich auch kritische Medienberichte zur Wahlwerbung des Lebensmittelkonzerns. Während die Frankfurter Rundschau  „nichts anderes als kapitalistisches Kalkül“ hinter der Kampagne konstatierte, distanzierten sich Kunden und mehrere lokale Marktleiter öffentlich von der politischen Kampagne. Eine Unternehmenssprecherin Edekas äußerte sich in diesem Kontext zur NSDAP-Vergangenheit des Konzerns und erklärte, dass er eine „moralische Verpflichtung [hat], einen aktiven Beitrag dafür zu leisten, dass sich Geschichte nicht wiederholt“. Der AfD-Politiker Frank Grobe gab bekannt, gegen den Edeka-Vorstand wegen „pauschaler Herabwürdigung von Menschen“ Strafanzeige gestellt zu haben. Der Edeka-Vorstandsvorsitzende Markus Mosa ist zudem Mitglied im Wirtschaftsrat der CDU, wo Friedrich Merz stellvertretender Vorsitzender des Rats ist.
Aufgrund der massiven Kritik und nachdem sich auch Filialleiter öffentlich von der Kampagne distanziert hatten, entschuldigten sich der Edeka-Vorstand und -Aufsichtsrat kurz nach der Wahl in Brandenburg für die Werbung und erklärten, „niemanden in seinem Denken und Handeln bevormunden“ zu wollen. Auch wurde eine interne Aufarbeitung der Causa versprochen.

### Tierhaltung
Ab Mai 2025 protestierte Greenpeace mit mehreren Aktionen an Edeka-Filialen und einem Edeka-Fleischwerk gegen Tierleid bei Edeka. Anlass war Undercoverfilmmaterial aus zehn Schweinemastställen der Haltungsform 2, die nach Recherchen der Organisation Edeka beliefern. Die Aufnahmen zeigen tote sowie kranke und verletzte Tiere, die offenbar leiden, in beengten und nicht-tiergerechten Haltungsbedingungen. Greenpeace kritisierte Edeka deshalb unter anderem dafür, dass 80 % der Tierprodukte bei Edeka aus den niedrigen Haltungsformen 1 und 2 stammen, die tierschutzwidrig seien. Edeka führe deshalb Verbraucher mit Tierwohlwerbung in die Irre.
Im Juni 2025 wurde ein Report der Albert Schweitzer Stiftung für unsere Mitwelt veröffentlicht, wonach die Mehrheit der Hühnerbrustfilet-Packungen der Edeka-Marke "Gut & Günstig" von Muskelverfettung (auch White Striping genannt) betroffen ist. Die Krankheit ist ein Hinweis auf die Verwendung schnell wachsender Masthuhnrassen, die von Tierschützern als Qualzuchten kritisiert werden. Außerdem weise betroffenes Fleisch schlechtere Nährwerte auf (mehr Fett, weniger Protein). Die Tierschützer fordern, dass Edeka mehr für den Tierschutz, insbesondere bei Masthühnern tut. Es folgten Protestaktionen vor Edeka-Filialen. Die Verbraucherzentrale Hamburg stellte sich hinter die Forderung.
Edeka streitet alle Vorwürfe ab.

## Dokumentationen
- https://www.youtube.com/watch?v=RKs24lK-CX8 (Phoenix-Geschichten)